# Spalacidae
Los espalácidos o spalácidos (Spalacidae) son una familia de roedores de la gran y compleja superfamilia Muroidea. Son nativos del este de Asia, el Cuerno de África, Oriente Medio y el sudeste de Europa. Incluye las ratas-topo ciegas, ratas del bambú y zokors. Esta familia representa la más antigua división (excepto tal vez Platacanthomyindae) en la superfamilia muroideos, y cuenta con animales adaptados a una forma de vida subterránea. Se pensaba que estos roedores desarrollaron adaptaciones a la vida subterránea de forma independiente hasta que los últimos estudios genéticos demostraron que forman un grupo monofilético. Los miembros de Spalacidae se colocan a menudo en la familia Muridae junto con todos los otros miembros de Muroidea.

## Clasificación
Se dividen en 3 subfamilias, 6 géneros y 37 especies vivas.
- Subfamilia Myospalacinae Lilljeborg, 1866
  - Género †Chardina Zheng, 1994
  - Género †Pliosiphneus Zheng, 1994
  - Género †Prosiphneus Teilhard de Chardin, 1926
  - Género †Mesosiphneus Kretzoi, 1961
  - Género Myospalax Laxmann, 1769
    - Myospalax myospalax
    - Myospalax psilurus

  - Género Eospalax G. M. Allen, 1938
    - Eospalax fontanierii
    - Eospalax rothschildi
    - Eospalax smithii
- Subfamilia Rhizomyinae Winge, 1887
  - Género †Anepsirhizomys Flynn, 1982
  - Género †Brachyrhizomys Teilhard de Chardin, 1942
  - Género †Pararhizomys Teilhard de Chardin & Young 1931
  - Tribu Rhizomyini
    - Género Rhizomys Gray, 1831
      - Rhizomys pruinosus
      - Rhizomys sinensis
      - Rhizomys sumatrensis

    - Género Cannomys Thomas, 1915
      - Cannomys badius

  - Tribu Tachyoryctini
    - Género †Eicooryctes Flynn, 1982
    - Género †Kanisamys Wood 1937
    - Género †Nakalimys Flynn & Sabatier, 1984
    - Género †Prokanisamys de Bruijn, Hussain & Leinders, 1981
    - Género †Pronakalimys Tong & Jaeger, 1993
    - Género †Protachyoryctes Hinton, 1933
    - Género †Rhizomyides Bohlin, 1946
    - Género †Tachyoryctoides Bohlin 1937
    - Género Tachyoryctes Rüppell, 1835
      - Tachyoryctes ankoliae
      - Tachyoryctes annectens
      - Tachyoryctes audax
      - Tachyoryctes daemon
      - Tachyoryctes ibeanus
      - Tachyoryctes macrocephalus
      - Tachyoryctes naivashae
      - Tachyoryctes rex
      - Tachyoryctes ruandae
      - Tachyoryctes ruddi
      - Tachyoryctes spalacinus
      - Tachyoryctes splendens
      - Tachyoryctes storeyi
- Subfamilia Spalacinae Gray, 1821
  - Género †Debruijnia Ünay, 1996
  - Género †Heramys Hofmeijer & de Bruijn, 1985
  - Género †Pliospalax Kormos 1932
  - Género †Sinapospalax Sarica & Sen, 2003
  - Género Spalax Güldenstaedt, 1770
    - Spalax arenarius
    - Spalax carmeli
    - Spalax ehrenbergi (o Nannospalax ehrenbergi)
    - Spalax galili
    - Spalax giganteus
    - Spalax golani
    - Spalax graecus
    - Spalax judaei
    - Spalax leucodon
    - Spalax microphthalmus
    - Spalax munzuri
    - Spalax nehringi
    - Spalax uralensis
    - Spalax zemni